# Ошибнеподібні
Ошибнеподібні (Ophidiiformes) — ряд костистих риб.
Містить багато глибоководних морських видів, серед яких і найглибоководніший Abyssobrotula galatheae, що відзначається на глибині 8370 м біля Пуерто-Рико. Тим не менш багато інших видів живуть на прибережних мілинах, особливо серед коралових рифів, лише деякі прісноводні. більшість живуть у тропічних і субтропічних водах, але окремі представники відомі з полярних вод, таких як узбережжя Ґренландії і море Ведделла.
Ошибнеподібні зазвичай мають вузьке тіло з невеликою головою. Луска дрібна або відсутня. Мають довгий спинний плавець, а анальний плавець зазвичай поєднаний із хвостовим. Група містить пелагічні, бентичні і навіть паразитичні види. Деякі представники — живородні. У розмірах представлені від 5 см (Grammanoides opisthodon) до 2 м (Lamprogrammus shcherbachevi).

## Галерея

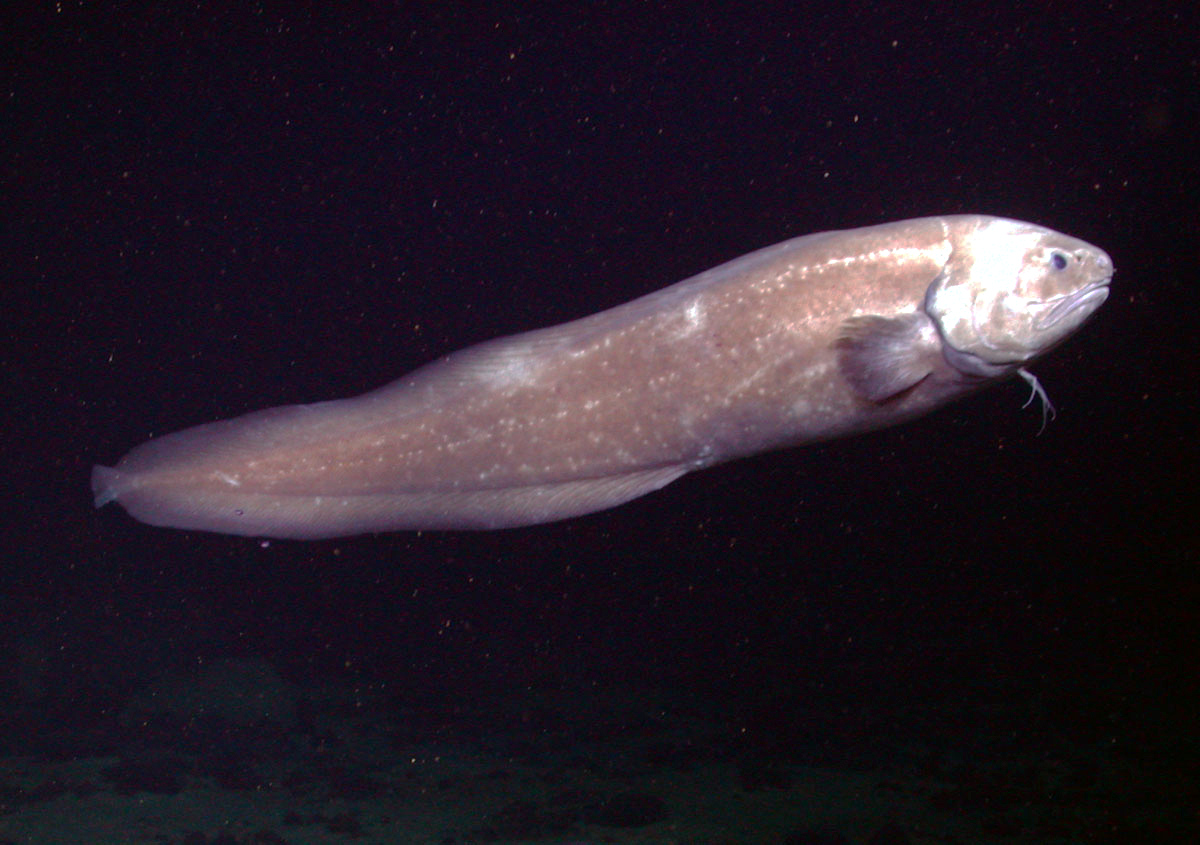
Spectrunculus grandis
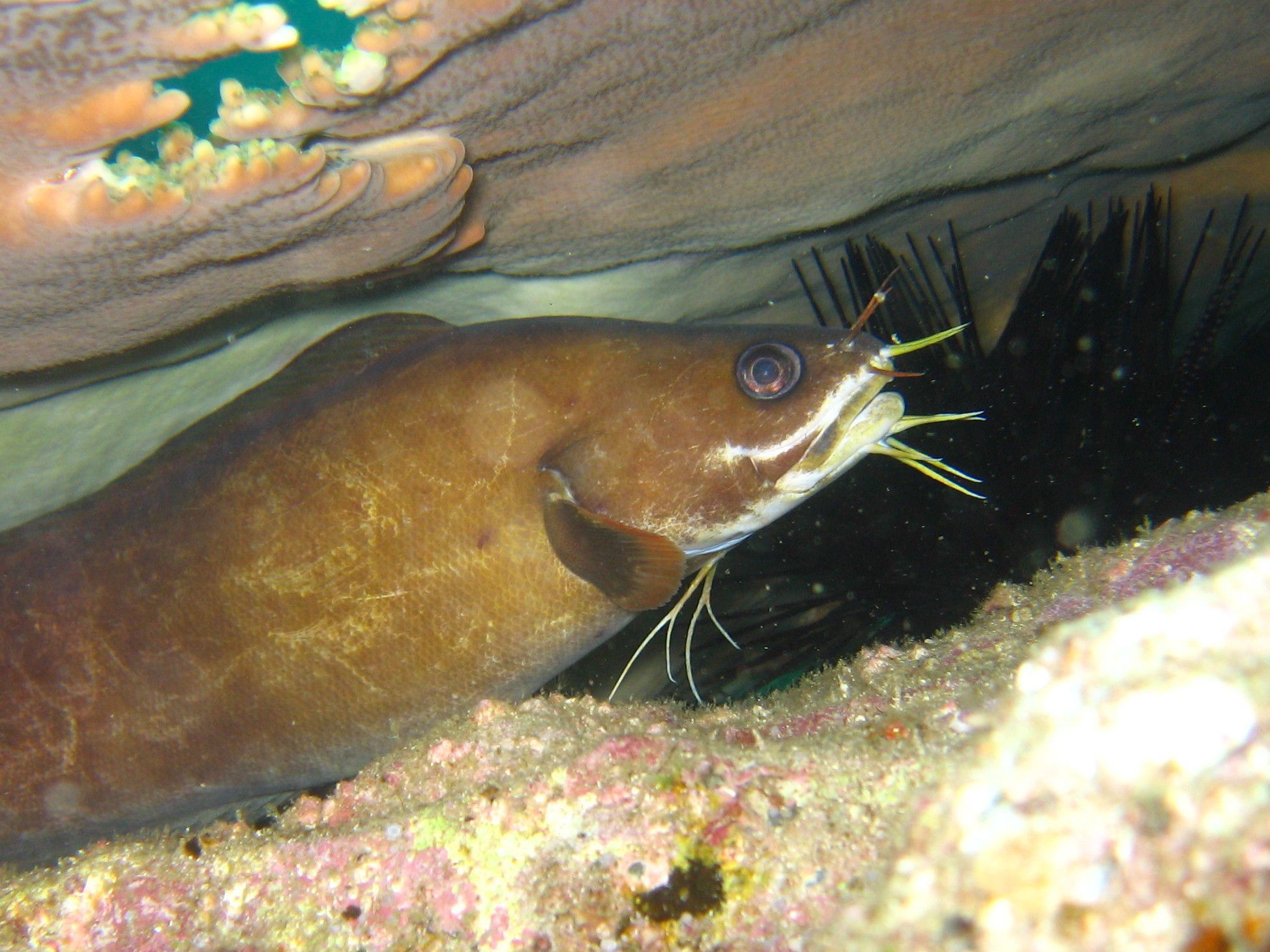
Brotula multibarbata
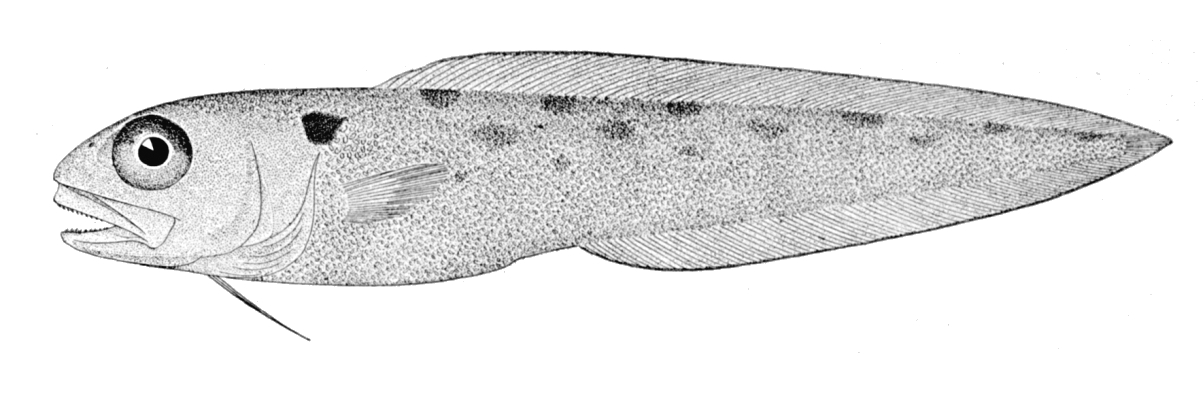
Otophidium omostigma
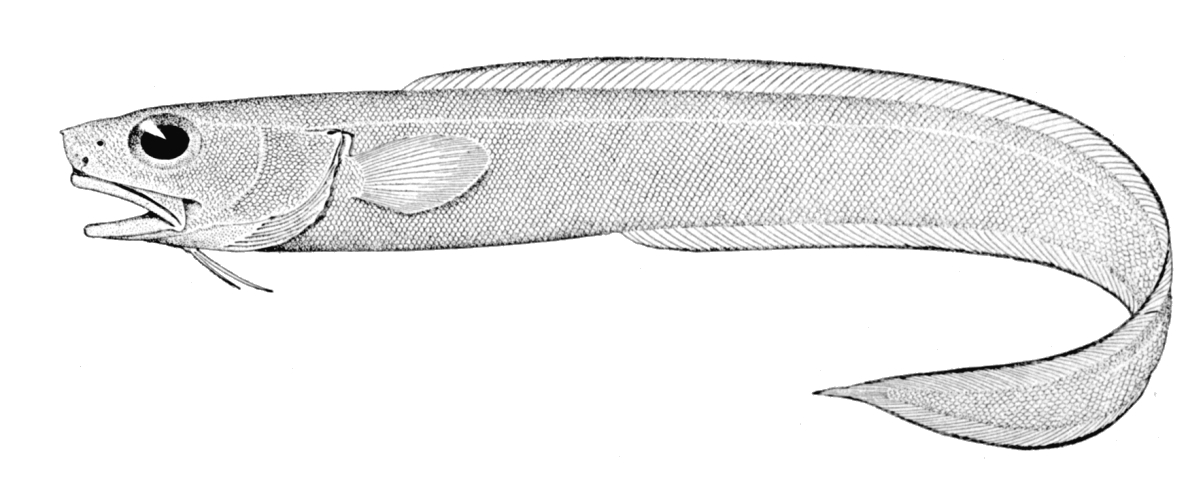
Lepophidium profundorum
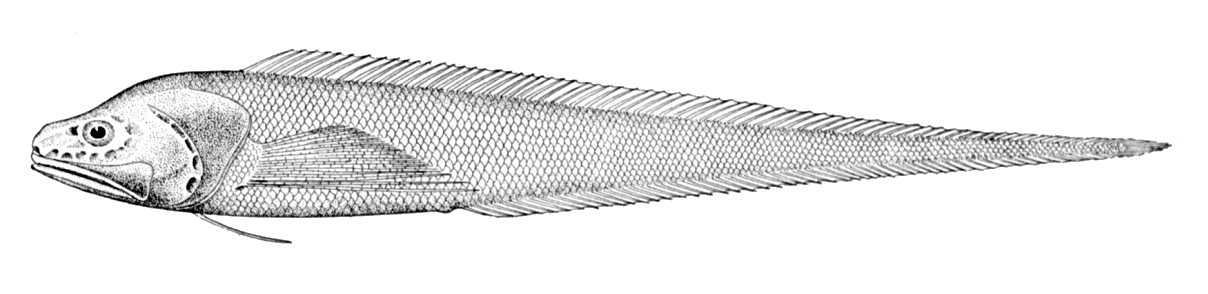
Bathyonus laticeps
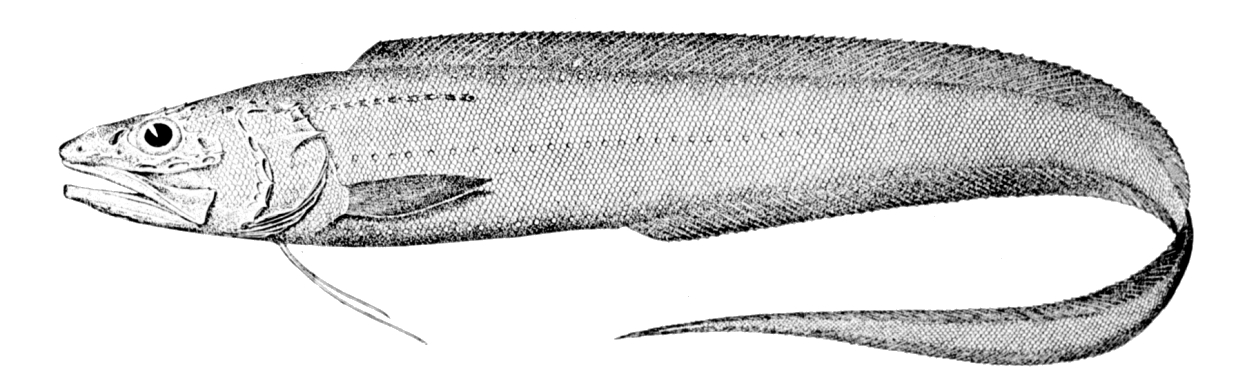
Porogadus miles
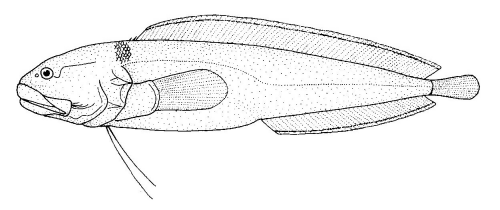
Bidenichthys consobrinus
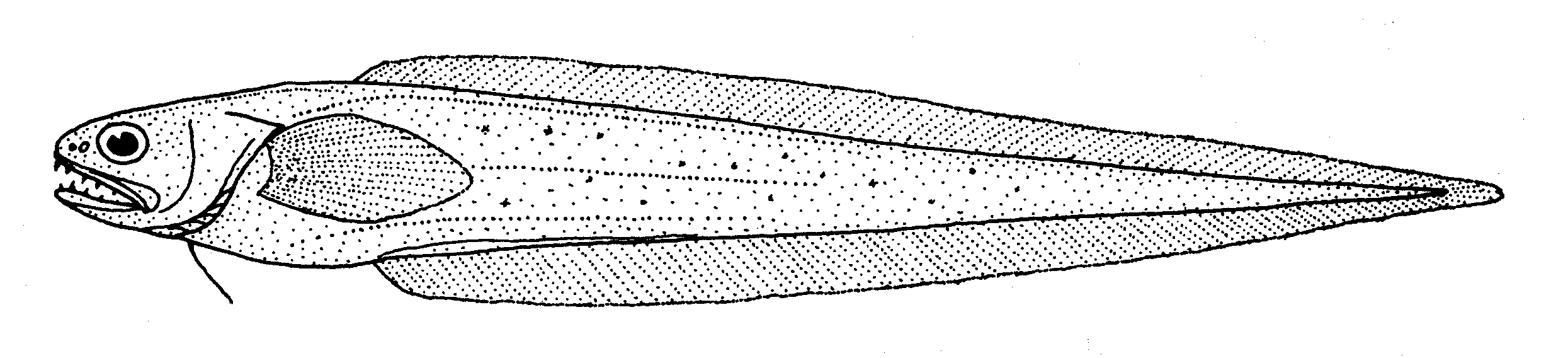
Pyramodon ventralis